# 金管楽器
金管楽器（きんかんがっき）は、演奏者の唇の振動によって発音する管楽器群の総称であり、日本語の「喇叭（ラッパ）」に相当する。

## 名称の由来
管体が主に真鍮（ブラス）で作られることに由来するが、広義には唇簧管楽器と同じ意味で用いられ、『金属』でできているかどうかによらない。たとえばツィンクやセルパン、山伏の吹く法螺貝などはいずれも非金属で作られ、また軽量化やコスト低減などの理由で非金属素材を採用する楽器（スーザフォンやブブゼラなど）もあるが、いずれも唇の振動で音を出すため金管楽器に分類される。逆にサクソフォンやフルートは金属製のものが一般的であるが、発音に唇の振動を用いないため、木管楽器に分類される。

## 金管楽器の構造
金管楽器の構造は至って単純であり、息を吹き込む唄口（マウスピース）と、音量を増大させるための朝顔（ベル）を持ち、それらは円筒または円錐状の管でつながれている。この状態では、音の高低を変えるための一切のしくみを持たないが、唇の状態と息のスピードによって、基音や倍音を切り替え、音の高さを変化させることができる。しかし、管は、長さ（および開管であるか閉管であるか）と音の伝播速度によって共鳴する音の高さが決まっているため、その他の倍音列に挟まれた音を出すことができない。そこで一般に管楽器では、共鳴管の長さを変えることによって共鳴する音の高さを変え、さまざまな高さの音を得る。金管楽器でも古くは現在の木管楽器のような、管の途中にあけられた音孔により、音響学的な管の長さを短くすることによって、より高いさまざまな音を得た。現在では、スライドと呼ばれる二重の管の伸縮や弁（バルブ）といった管の長さを変えるための機構を備えることにより、倍音の単位より細かな音の高低の調節を可能にしている。
振動の元は奏者の唇であり楽器ではないという点において、金管楽器は楽器単体では楽器として完結していないと言える。木管楽器は楽器として完結しているので、ポンプなどで空気の流れを作り楽器に当てれば楽器としての音が出る。それに対し、金管楽器は奏者の唇と合体して初めて楽器として完結する。なお、音の源が人間の唇であるために、音色や音域（特に上限）は、奏者の習熟度や身体的特徴（唇の厚さ、顔面骨格、歯並びなど）に依存する要素が多いという見解が存在する。その一方で、唇の厚さは関係がないという見解も存在する。音域の下限は楽器の大きさ（管長）で決まる。ひとつの音に対しても、その音程にはある程度の幅があり、鍵盤楽器の鍵盤のように固定されたものと言えるほどではない。奏者の意図によって短い楽器では半音以上も音程を変化させることができる。
管を曲げることで物理的な気柱の特質が変わるため、さまざまな形態や調子が試みられ、現在も続いている。ホルンでは、異なる調子を持つ2本の管を一つの楽器に押し込めることが一般的となっている（ダブルホルン）。

### 円筒管と円錐管
金管楽器のマウスピースに接続される、円錐状のマウスパイプ・ベルを結ぶ管の形状には、円筒（ストレート）管・円錐（テーパ）管があり、前者は両端の内径は同一であるが、後者は唄口の側から朝顔の側に向かって内径が少しずつ広がっている。
理論的にはすべてを円筒管で構成した楽器や、逆に円錐管で構成した楽器はあり得るが、実際の金管楽器は、マウスピースに近い方が円筒管か円筒管に近い円錐管、ベルに近い方が円錐管というように両者が組み合わされる。というのも、音高を変更するためのスライドやバルブの部分は途中で太さを変えるわけにいかず、すべて円筒管で作られるし、ベルの部分はすなわち円錐管だからである。
円筒管は、一般に鋭く華やかな音質を生みだし、円錐管は、それよりは柔らかく丸みを帯びた音質を生み出すと言われるが、実際に音色に大きな影響を与えるのは円錐管の太さ、長さ、形状と、円筒管の太さであって、円筒管の長さはあまり音色に大きな影響を与えない。スライドやバルブによって管長を変えても音色を失わないのは、この性質のおかげである。

### 倍音列以外の高さの音を得る方法
現代の金管楽器における倍音列以外の高さの音を得るための仕組みには、スライドおよびバルブによる方法がある。

#### スライド

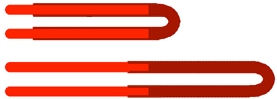
スライドの模式図

スライドは、音高を調節するためのもっとも古い仕組みの一つで、二重にした管を伸縮させるものであり、その多くは平行に折り返されている。一般的なトロンボーンは、この仕組みを使用し、これによって3全音（6半音）下までの任意の音程を得ることができる。また、その他の金管楽器でも、音程の微調整のために備えつけられることが多い。

#### バルブ

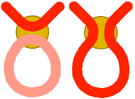
ロータリー・バルブの模式図

1814年にハインリッヒ・シュテルツェル（Heinrich Stölzel）が金管楽器用のバルブを発明した。その後、さまざまな方式のバルブが提案され、普及していった。現在では多くの金管楽器が何かしらのバルブを持ち、バルブを一つも持たないものは限定的である。

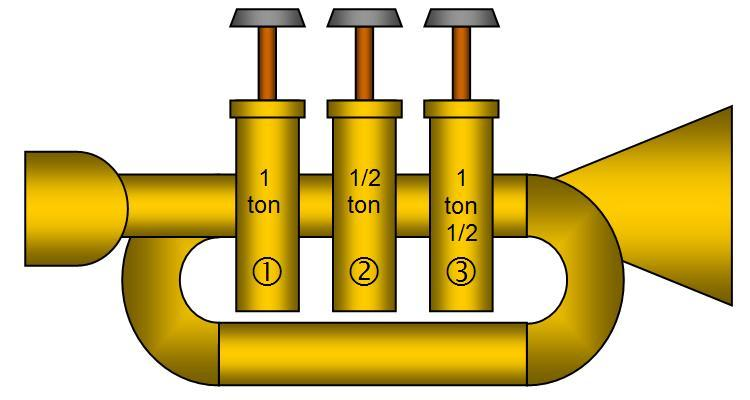
3つのバルブ

さまざまな組み合わせ
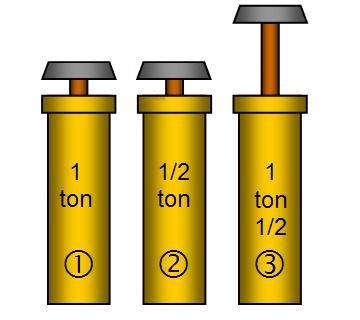
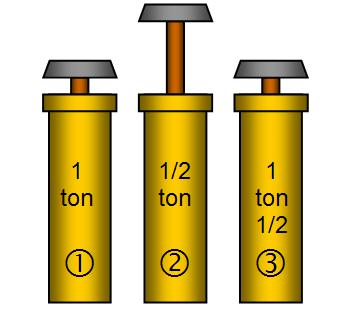

取りつけられるバルブの数はさまざまであるが、多くの金管楽器では3つを基本とし、いくつか追加される場合がある。通常右手だけで操作するが、ホルンやワグナーチューバは左手で操作する。またユーフォニウムの中には4番（第四）バルブのみ左手で操作するものがあり、チューバにもバルブがたくさんついていて左手を使うものがある。
各々のバルブは主管の途中に取りつけられ、バルブの容器には迂回管が接続されている。迂回管の選択によって、空気の流れる管の長さが伸び、音程は下がる。たいていの場合は、バルブを作動させないときには空気の流れが迂回せず直通するようになっているが、特別な場合に取りつけられる「上昇バルブ」では、動作がその逆である。
3つ以上のバルブを持つ楽器の多くは、次のように設定されている。
- 1番（第一）バルブは、全音（2半音、一音）下がる。
- 2番（第二）バルブは、半音下がる。
- 3番（第三）バルブは、全音半（3半音、一音半）下がる。

数字の若い方から人差し指、中指、薬指にそれぞれ対応し、これらの組み合わせにより、最大で約3全音（6半音）下げることができるが、複数の組み合わせによって生じる管の長さは、本来よりもわずかに短い。4番（第四）バルブは、2全音半（5半音、二音半）下がる設定のものが多いが、ホルンでは楽器全体の調子をF管からB♭管に変化させるものが一般的である。これは複数のバルブの組み合わせによって生じる誤差を小さくするためにも大切な機能である。多くの場合、トロンボーンの追加のバルブもこの4番バルブと同じ機能を持つ。

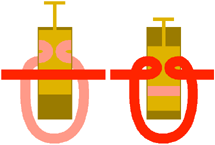
ピストン・バルブの模式図

ピストン・バルブ
ピストン・バルブは、円筒の容器の中を往復する、管を植え込まれたピストンによって管を選択する。
ロータリー・バルブ
ロータリー・バルブは、円筒状の容器の中を回転する駒によって管を選択する。これを発展させたものに「三叉バルブ」や「セイヤー・バルブ」などがあるが、それらは発明者の特許物であることが多い。通常のロータリー・バルブでは、等間隔に4つの穴の明けられた容器の中を、その隣り合う2つの穴を結ぶための向かい合った2つのU字型の溝を加工した駒が、90度回転する。操作のためのレバーの動きを駒に伝える仕組みには、紐を用いる場合と、機械的な連結とがある。
ウィンナ・バルブ
ウィンナ・バルブ（またはダブル・ピストン・バルブ）は、平行する一対のピストンから成り、ピストンの中を移動する駒によって管を選択する。金管楽器のバルブとして初期に提案された方式の一つであり、現在はウィーン式のホルンにのみ使用されている。
その他の特殊バルブ
これらの伝統的なバルブ装置のほか、特にトロンボーン用として、セイヤーバルブ、ハグマンバルブ等の特殊なバルブ装置が使用されている。トロンボーンにおいて特にこのような特殊バルブが用いられる背景として、もともとトロンボーンという楽器は管体の形状が単純で演奏時の抵抗が少なく、バルブ操作による抵抗の変化が演奏性や音色に影響を与えがちであることに加え、トロンボーンの持つバルブ装置の数が少ないことから、バルブ装置の大きさや重量が比較的気にならなかったという事情があると考えられる。

##### コンペンセイティング・システム（自動補正装置）
4つのバルブを持つ楽器は通常次のように設定されている。
- 1番：全音下がる
- 2番：半音下がる
- 3番：全音半下がる
- 4番：2音半（完全4度）下がる

しかしながら、4番とほかのバルブの組み合わせでは、運指上で考えられる音よりも音程が高くなってしまう。これは低い音になるに比例し、音を下げるために必要な管長が徐々に長くなるためである。
この解決策として、1874年にブレイクリーがユーフォニアムに「コンペンセイティング・システム」を導入した。これは、4番ピストンに連動する補正管を各ピストンに増設することで、不足分の距離を確保するものである。これにより、4番ピストンが含まれる運指には空気が自動的に補正管を通る構造となるため、従来は正確な音程で吹奏が困難であったペダルトーンのすぐ上の音域を、通常の運指で出すことができるようになった。このシステムによって、ユーフォニアムはピストン楽器という機動性の高さに加え、幅広い実用音域をカバーできる特性を持つ金管楽器となったのである。
なお、このコンペンセイティング・システムと同じ構造をもつフレンチホルンは「セミダブル・ホルン」と呼ばれる。ユーフォニアムやチューバのカタログにも「コンペンセイティング（B♭/Fセミダブル）」と両呼称を併記している例がある。

#### スライドとバルブの得失
スライドは、無段階に任意の長さを得られ、正しい音程を演奏できる長さに調節可能である。必要であれば平均律や純正律以外の音律での演奏も可能であり、また、バルブよりも構造が単純であるためよりよい音質を得ることができるとされ、バルブよりも管の曲がりが少ないため息の抜けがいい。その反面、腕（肘）の屈伸によりスライドを伸縮操作するため、動作が大きくなり、素早い動きではバルブに及ばず、また、伸縮の距離に限界があるために、長い管を持つ楽器には不向きである。加えて、この部分は円筒である必要があり、もっとも縮めた場合でも、その長さは管の全長の4割に及ぶ。このため、円錐管が多く占める楽器では用途が音程の微調整に制限される。また、とくにその長いものでは、滑らかな動作と息漏れの防止を両立させるためには比較的高い精度での加工および調整が必要である。
バルブは単独で押すときには正確な音程が得られるが、上述のようにバルブを組み合わせたときには音がうわずってしまう。そのための何らかの補正が必要である（管の抜き差しや唇の技術、またフレンチホルンにあっては右手の挿入の技術によって補正する）。

### 管体の材質と表面仕上げ
金管楽器の管体には、主に真鍮（黄銅、Brass）や洋白 (Nickel Silver) といった材質が用いられ、多くはその表面にラッカー（lacquer）塗装やメッキが施される。真鍮にもイエローブラス、レッドブラスなど組成の異なるいくつかの種類があり、硬度や比重が音色や吹奏感に影響する。機構部に影響のない朝顔部分の素材の変更や表面処理の変更で音色を調整することがよく行われる。古楽器の復元などには素材自体を同じ組成にすることも重要で、微量のベリリウムを含んだ真鍮などを特別に調製することもある。ラッカーは通常は透明なクリヤラッカーが用いられるが、黄や赤の染料を添加してより美しい色合いを演出することもある。メッキでもっとも多いのは銀メッキである。低価格帯の楽器ではニッケルメッキも使われる。まれに金メッキも用いられるが、音色の要求によるものであり、金メッキの楽器は確かに「高価」になりはするが、銀メッキと比べて特に楽器として「高級」とはいえない。銀メッキの楽器はあたたかくまろやかな音色、ラッカーは輪郭のはっきりした音色、金メッキは明るく華やかな音色が特徴であるといわれるが、それ以上に管の素材（組成および厚さ）、ラッカーやメッキの厚さがきわめて重要な要素であり、それらを無視して一概に論じることはできない。

## 主な金管楽器
- トランペット
  - ファンファーレトランペット
  - ピッコロトランペット
  - ロータリートランペット
  - コルネット
- ホルン
  - フレンチホルン
  - アルプホルン
  - メロフォン
- トロンボーン
  - テナートロンボーン
  - バストロンボーン
- サクソルン
  - ホルン族
    - フリューゲルホルン
    - アルトホルン
    - バリトンホルン

  - チューバ族
    - ユーフォニアム
    - チューバ
- スーザフォン